# Складчастість гірських порід
Складчастість гірських порід — 
- 1. Геологічні процеси, що зумовлюють утворення складок гірських порід різної форми й масштабу. Складчастість гірських порід розрізняють за місцем прояву, механізмом, глибиною залягання, морфологією складок тощо. Походження С.г.п. більшістю вчених пов'язується зі стисненням в зоні сполучення (конвергенції) або зіткнення (колізії) літосферних плит, що зближуються. Інші дослідники пояснюють її збільшенням об'єму і підйомом товщ, що піддаються глибинному метаморфізму і ґранітизації. Утворення соляних діапірів пояснюється спливанням відносно легкої солі з-під перекриваючих її більш важких порід, особливо в умовах їх нерівномірного навантаження, а глин — підйомом під дією води, що знаходиться під аномально високим поровим тиском. На платформах, крім складок, утворених під дією сил стиснення, направлених з боку суміжних складчастих споруд, поширені складки, які виникли при нерівномірному зануренні або піднятті блоків розбитого розломами фундаменту (віддзеркалені складки). Деякі складки утворені під дією екзогенних процесів. До них належать складки, утворені натиском четвертинних покривних льодовиків: гляціодислокації, складки облямівки рифових масивів і виступів похованого рельєфу, складки випирання глинистих товщ в річкових долинах, складки обвалення в карстові пустоти, складки розбухання при переході ангідриту в ґіпс і інш.

- 2. Періодично повторювані планетарні деформації тектоносфери. Виділяють добайкальську, байкальську, каледонську, герцинську, кімерійську, альпійську С.г.п., в результаті яких утворилися складчасті системи і складчасті області.